# Richard Kirn (Journalist)
Richard Kirn (* 9. April 1905 in Worms; † 29. Dezember 1979 in Frankfurt am Main) war ein deutscher Zeitungsjournalist und Autor.

## Leben
Kirn begann seine journalistische Laufbahn 1927 als Redakteur der Wormser Volkszeitung, wo er seine ersten Tagebücher veröffentlichte. Im Januar 1934 befand er sich als Häftling im frühen KZ Osthofen. 1946 berichtete er im Neuen Mainzer Anzeiger, Ausgabe Worms, in mehreren Artikeln über die NS-Zeit in Worms und seine Erlebnisse in diesem Konzentrationslager. 1934 ging er als Sportreporter zum Frankfurter General-Anzeiger (GA) und wurde außerdem 1938 – zusammen mit Helmut Castagne – Leiter des Ressorts Theaterkritik. 1943 wechselte er – nachdem der GA kriegsbedingt eingestellt wurde – zum Frankfurter Anzeiger. 1945 holte ihn Emil Carlebach als Mitarbeiter zur Frankfurter Rundschau. Da Kirn als nicht völlig unbelastet galt, musste er auf Druck der amerikanischen Militärregierung 1946 zur Frankfurter Neuen Presse (FNP) gehen, wo er Redakteur für Sport und Lokales wurde. Von 1946 bis 1982 war er Leiter der Lokalredaktion und zeitweise stellvertretender Chefredakteur der Zeitung. Daneben schrieb er Literatur- und Theaterkritiken.
Bekannt wurde er durch seine Glosse Leberecht, die erstmals am 20. April 1951 erschien und in der er anekdotisch lokale Begebenheiten schilderte. Mit ihr war eine jährliche Sammlung für Bedürftige verbunden. 1963 wurde die Leberecht-Stiftung ins Leben gerufen, die in der Zeitung jeweils vor Weihnachten zu einer Sammlung für behinderte Kinder aufrief. Kirn verfasste zahlreiche Sportbücher, Romane und ein Drehbuch (Das große Spiel, 1941).
In den 1970er Jahren verfasste er im Kicker-Sportmagazin die Kolumne STENOGRAMME von Richard Kirn.
In Worms ist die Richard-Kirn-Straße nach ihm benannt.

## Auszeichnungen
- 1965 Bundesverdienstkreuz Erster Klasse
- 1975 Ehrenplakette der Stadt Frankfurt am Main, die Goldene Ente der Frankfurter Sportpresse

## Schriften
- Das grosse Spiel. Roman. Schützen Verlag, Berlin 1942. Nach dem Drehbuch des gleichnamigen Bavaria-Films von Toni Huppertz und Richard Kirn.
- Der lachende Fußball. Fröhliche Geschichten um das runde Leder. Willmy Verlag, Nürnberg 1942.
- Frankfurter Tagebuch. Verlag Neue Presse, Frankfurt am Main 1950.
- Frankfurt und die drei wilden Jahre. Ein Bericht. Frankfurter Bücher, 1962. (mit Madlen Lorei).
- Frankfurt für Anfänger. Diogenes Verlag, Zürich 1963. (illustriert von Chlodwig Poth).
- Farbiges Frankfurt. Hibb und dribb de Bach. Südwest Verlag, München 1970. (illustriert von Ferry Ahrlé).
- Frankfurt, so wie es war. 2. Auflage. Droste, 1999, ISBN 3-7700-0723-9.
- Mit Richard Kirn unterwegs. Prosa und Tagebücher. Societäts-Verlag, Frankfurt am Main 1987, ISBN 3-7973-0445-5. (mit Dieter Hoffmann).